# Jesse Smith (pallanuotista)
Jesse Aaron Smith (Kailua, 27 aprile 1983) è un pallanuotista statunitense, difensore dell'Olympiakos e vincitore di una medaglia d'argento ai giochi olimpici di Pechino 2008. Ha giocato con i greci dell'Ethnikos ed i croati del Mladost (vincendo in entrambi i casi i campionati nazionali); nel 2009 con lo Jadran Herceg Novi ha vinto il campionato montenegrino, mentre in seguito ha conquistato due campionati turchi con il Galatasaray e la Coppa LEN con il Savona.

## Statistiche

### Presenze e reti nei club
Statistiche aggiornate al 29 giugno 2011.
| Stagione        | Squadra         | Campionato      | Campionato | Campionato | Coppe nazionali | Coppe nazionali | Coppe nazionali | Coppe continentali | Coppe continentali | Coppe continentali | Totale | Totale |
| Stagione        | Squadra         | Comp            | Pres       | Reti       | Comp            | Pres            | Reti            | Comp               | Pres               | Reti               | Pres   | Reti   |
| --------------- | --------------- | --------------- | ---------- | ---------- | --------------- | --------------- | --------------- | ------------------ | ------------------ | ------------------ | ------ | ------ |
| 2010-11         | R.N. Savona     | A1              | 29         | 15         | C.I.            | 2               | 1               | E.L. - C.L.        | 14                 | 6                  | 45     | 22     |
| Totale carriera | Totale carriera | Totale carriera | 29         | 15         |                 | 2               | 1               |                    | 14                 | 6                  | 45     | 22     |

## Palmarès

### Nazionale
- Argento olimpico: 1

Stati Uniti: Pechino 2008
- Argento nella World league: 1

Stati Uniti: Genova 2008
- Oro ai giochi panamericani: 4

Stati Uniti: Rio de Janeiro 2007, Guadalajara 2011, Toronto 2015, Lima 2019